# Lindsaea ensifolia
Lindsaea ensifolia är en ormbunkeart. Lindsaea ensifolia ingår i släktet Lindsaea och familjen Lindsaeaceae.

## Underarter
Arten delas in i följande underarter:
- L. e. coriacea
- L. e. ensifolia
- L. e. rheophila